# William Fothergill Cooke

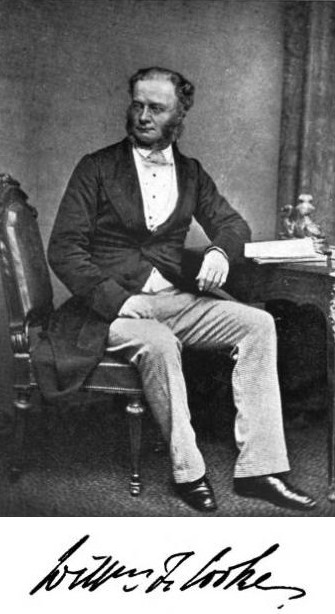
William Fothergill Cooke

William Fothergill Cooke (Ealing, 4 mei 1806 – Farnham (Surrey), 25 juni 1879) was een Brits elektrotechnicus en uitvinder. Hij werkte samen met Charles Wheatstone aan de ontwikkeling van de elektrische telegraaf.

## Biografie
Sir William Fothergill Cooke was de zoon van Dr. William Cooke, doctor in de geneeskunde en professor in de anatomie aan de universiteit van Durham. Hij raakte reeds geïnteresseerd in telegrafie toen hij nog maar een kind was. Zijn opleiding kreeg hij in Durham en aan de universiteit van Edinburgh. Na acht jaar militaire dienst bij de East India Company ging hij naar Duitsland om anatomie te studeren aan de universiteit van Heidelberg. In 1836 woonde hij een natuurkundige lezing bij van professor G.W. Muncke die aan de universiteit een Schillings naaldtelegraaf demonstreerde. Hoewel Cooke niets van elektriciteit afwist zag hij direct de toekomstige mogelijkheden van deze uitvinding.

## Carrière

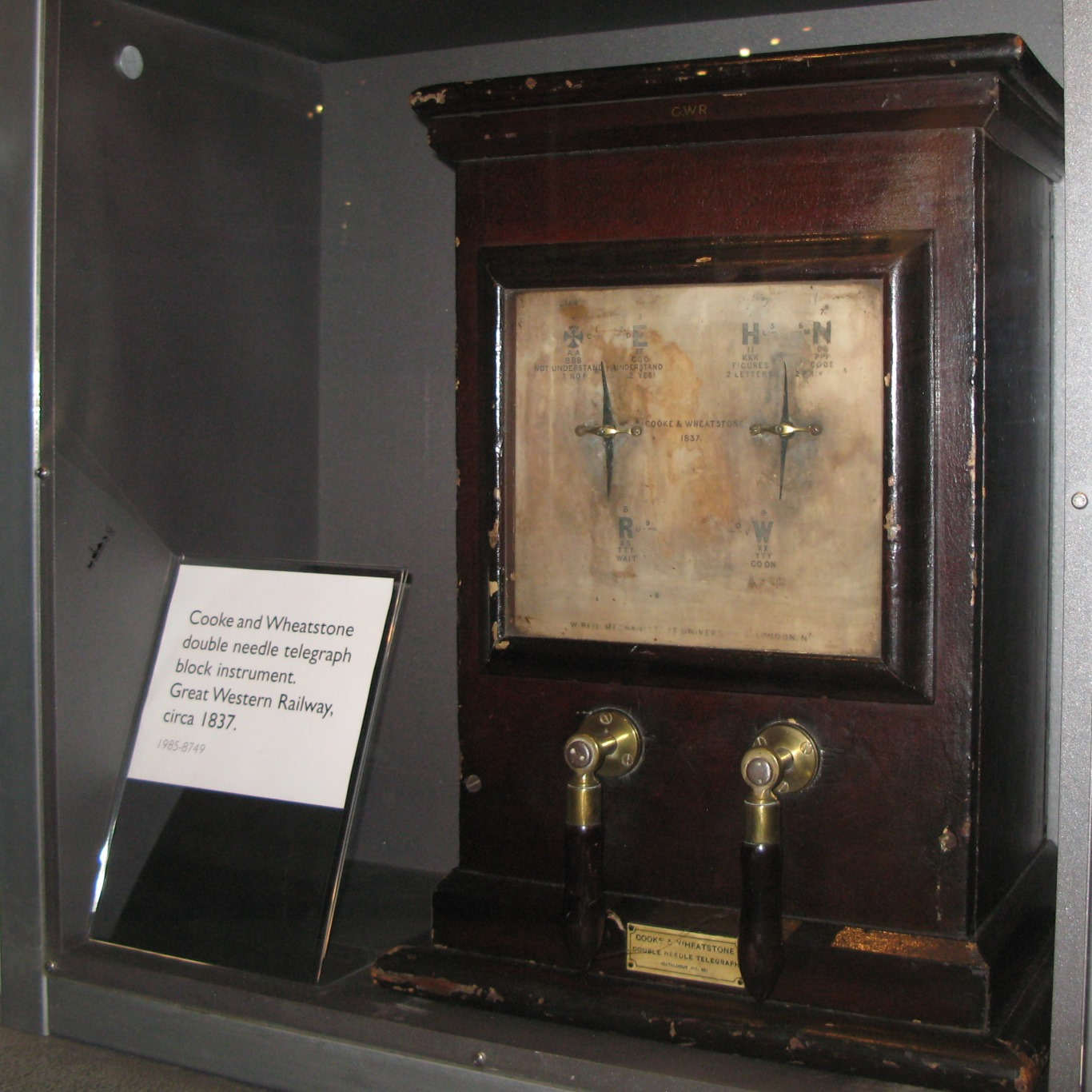
Twee-naaldtelegraaf van Cooke en Wheatstone

Terug in Engeland begon Cooke te werken aan de elektrische telegraaf, maar zijn weinige elektrotechnische kennis brak hem op. Het lukte hem niet om het signaal over een langere afstand te verzenden. In maart 1837 vroeg hij professor Wheatstone om advies en die kwam erachter dat Cooke de wet van Ohm onjuist had toegepast en een rekenfout in zijn ontwerp had gemaakt.
Vanaf dat moment vormden Cooke en Wheatstone een samenwerkingsverband; Cooke als de praktijkgerichte zakenman en Wheatstone als academicus die elektriciteit begreep. In mei 1837 kregen ze patent op de eerste praktische elektrische telegraaf. Met dit toestel, voorzien van vijf galvanometers, konden ze 20 van de 26 alfabetletters overzenden.
Cooke's zakelijke scherpzinnigheid speelde een belangrijke rol in het succes van hun telegraaf. Hij realiseerde zich dat met name spoorwegbedrijven profijt konden hebben van het snel versturen van berichten en regelde een demonstratie tussen de treinstations van Euston en Camden Road, een afstand van 2,4 kilometer. Ondanks isolatieproblemen waren de directeuren van de Great Western Railway onder de indruk en kreeg hij het benodigde geld voor een grotere test tussen de Londense stations Paddington en West Drayton. Cooke wist de problemen met de isolatie te overwinnen door de draden met glazen isolatoren aan de ijzeren palen te bevestigen.
Ondanks het ontbreken van de letters J, C, Q, U, X en Z (waardoor dus niet alle woorden correct gespeld konden worden) werd hun systeem toch een succes omdat ook ongeschoolde telegrafisten het systeem konden bedienen. Een andere nadeel was dat er zes draden nodig zijn waardoor de aanleg van de telegraaf vrij kostbaar was. In 1843 kwamen ze met de twee-naaldtelegraaf op de markt die nog maar drie draden nodig had.
De samenwerking tussen Cooke en Wheatstone was evenwel geen gemakkelijke. De kwestie wie het belangrijkste gedeelte had bijgedragen aan de elektrische telegraaf begon hun relatie negatief te beïnvloeden. Een arbitragecommissie in 1841 voorgezeten door sir Marc Isambard Brunel en professor John Frederic Daniell besliste dat beide heren evenveel en gezamenlijk voor de uitvinding verantwoordelijk waren. Echter, het geschil rakelde in 1845 weer op en in 1846 richtte Cooke samen met John Lewis Ricardo de Electric Telegraph Company op, het eerste openbare telegrafiebedrijf.

## Erkenning
Cooke werd in 1869 door koningin Victoria geridderd en kreeg in 1871 een civil list-pensioen toegewezen voor zijn verdiensten voor de telegrafie. Ondanks dat hij een fortuin had verdiend zou als gevolg van financiële problemen straatarm overlijden.